# 日本国と大韓民国との間の基本関係に関する条約
日本国と大韓民国との間の基本関係に関する条約（にほんこくとだいかんみんこくとのあいだのきほんかんけいにかんするじょうやく、韓: 대한민국과 일본국 간의 기본 관계에 관한 조약 〈大韓民國과 日本國 間의 基本關係에 關한 條約〉）は、1965年（昭和40年）6月22日に日本と大韓民国との間で結ばれた条約。通称日韓基本条約。12月18日、ソウルで批准書が交換され発効。日韓両国の国交が正常化した。

## 概要

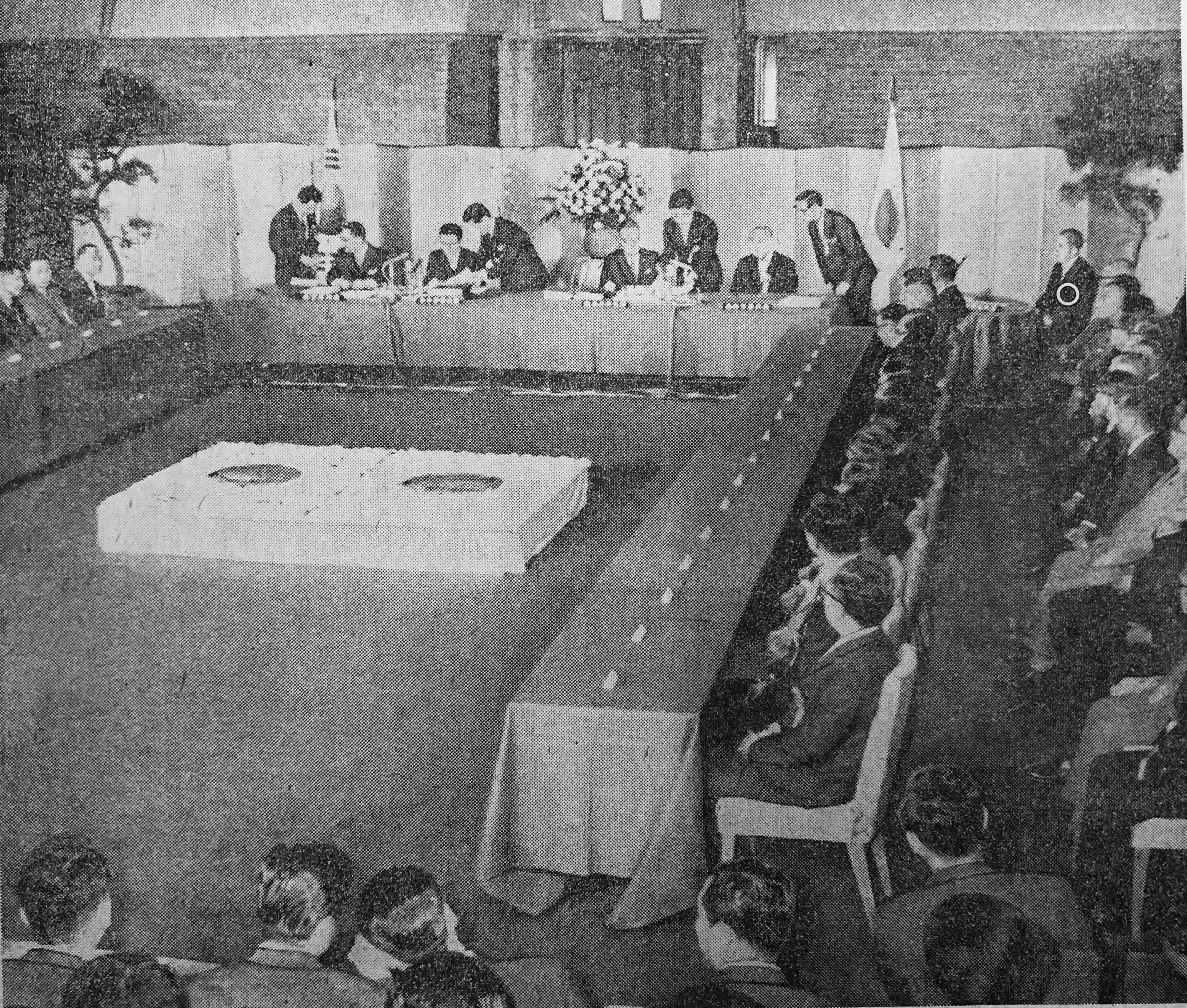
1965年6月22日、日韓基本条約の調印式が日本の首相公邸で行われた。椎名悦三郎外務大臣、高杉晋一首席代表、李東元外務部長官、金東祚特命全権大使の4人が関係文書に調印した。

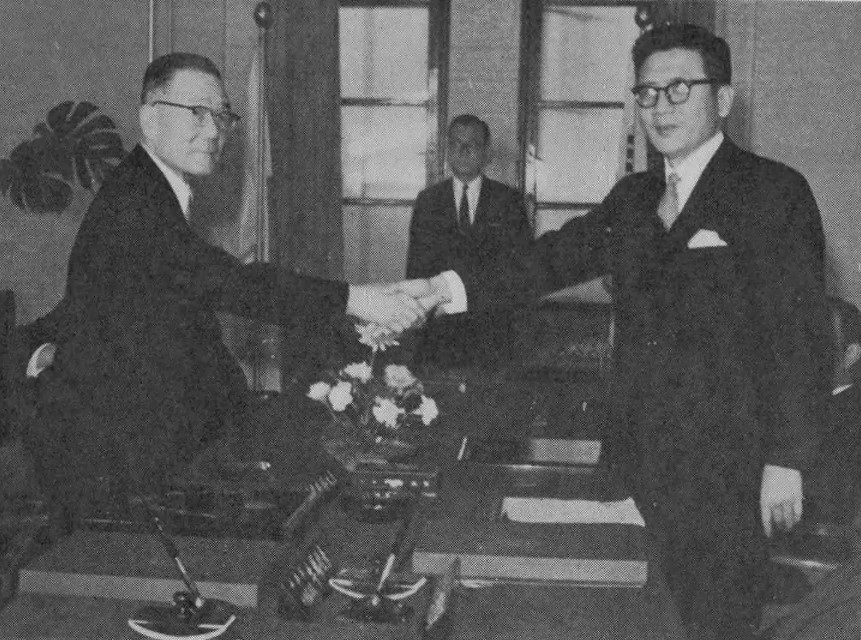
1965年12月18日、日韓基本条約の批准書がソウルで交換され、日韓両国の国交が正常化した。握手する椎名外相と李外務部長官。

1961年5月16日の軍事クーデターにより成立した朴正煕政権は自立経済建設の推進と北朝鮮や中国に対抗する反共陣営確立のため、日本との国交正常化を急いだ。日本側もこれに応じた。
1962年11月12日、大韓民国中央情報部（KCIA）の金鍾泌部長と日本の大平正芳外相は会談。早期に日韓の協定を締めくくるため、最も重要な争点だった「対日請求権」資金の規模について、「無償3億ドル、有償2億ドル、民間借款1億ドル以上」との内容で合意した。この合意はのちに「大平・金メモ」と呼ばれた。
1964年初め、韓国では野党と学生が、国民の要求を反映せずに密室で拙速処理したという批判を提起。反対運動が沸き起こり、同年6月3日には国会議事堂前で大規模なデモが行われた。政府は同日から7月28日まで、非常戒厳令を国内にしいた（6.3抗争）。
1965年2月7日、アメリカ軍と南ベトナム空軍は、基地攻撃への反撃などを理由に、北ベトナム南部を爆撃した。いわゆる「北爆」が開始されると、米国だけでなく、日本でも抗議行動が始まった。2月20日に日韓基本条約の仮調印がなされると、条約反対運動はベトナム反戦運動と連動して行われるようになった。
同年6月22日、日韓基本条約の調印式が日本の首相公邸で行われた。当条約では、1910年に発効した日韓併合条約、及びそれ以前に発効した日韓議定書・第1次から第3次までの日韓協約は全て「もはや無効」であることを確認し、日韓併合により消滅していた両国の国交の回復、大韓民国政府が朝鮮半島における「唯一の合法的な政府」であることが合意された。
同日、当条約の付随協約である「日韓請求権協定」も結ばれた。日本は韓国に対し、10年間で無償3億ドル、有償2億ドルの合計5億ドルの資金提供を行い、相互に請求権を放棄することで合意した。日韓基本条約と付随協約により、日本が朝鮮半島に残したインフラ・資産・権利を放棄し、当時の韓国の国家予算の2年分以上の資金を提供することで、日韓国交樹立、日本の韓国に対する経済協力、日本の対韓請求権と韓国の対日請求権という両国間の請求権の完全かつ最終的な解決、それらに基づく日韓関係正常化などが取り決められた。当時の東西冷戦を背景に、当条約締結のための日韓交渉はアメリカ合衆国が仲介を行った。
日本社会党、日本共産党は日韓基本条約が締結されると、条約批准阻止に向けた運動を開始した。両党は日韓基本条約は「ベトナム戦争への参加、北朝鮮・中国への攻撃、アジア反共戦線の完成という狙いをもつもの」であり、「アメリカの指揮下に、『日・韓・台』の反共軍事同盟を早急に作り上げ、日本国民をベトナム侵略戦争にかりたてようとする危険な条約」であると訴え、各地で集会、デモを開催。国会では自民党、民社党と激しく戦った。
同年12月11日、参議院本会議は、日韓基本条約などの承認案を自民・民社両党のみで可決。当条約は批准された。12月18日、ソウルで批准書が交換され、日韓両国の国交が正常化した。
対韓経済援助の額は年々ふくらみ、1973年の時点で11億8800万ドルに達した。韓国は日本からのこの請求権資金援助金や米国からの朝鮮戦争後1954年から1970年の無償分のみでも18億7650万ドルの資金援助で浦項総合製鉄、昭陽江ダム、京釜高速道路、漢江鉄橋、嶺東火力発電所などが建設されたこと、10億ドル以上ともいわれるベトナム戦争特需などにより、最貧国から一転して経済発展した。
一部は韓国でも補償が行われたものの、日韓基本条約によって日本から受けた資金（当時5億ドル）は無償援助3億ドルも含め、経済発展資金にあてられており、2014年韓国において補償を求める者が韓国政府を訴える裁判となったが、日韓請求権協定で受け取った資金が産業育成やインフラ整備などの目的に使用されたことについて「法律に沿うもので違法行為とは見ることはできない」などの理由で、韓国政府に対する訴えでは原告は棄却や敗訴している。一方で、責任企業に対する個人それぞれの個人請求権は消えたわけではないとして責任企業に対する賠償要求は認める判決が、2012年や2018年に韓国の最高裁から出された。

## 条約交渉までの経緯

### 「戦勝国」としての請求
1949年3月、韓国政府は『対日賠償要求調書』では、日本が朝鮮に残した現物返還以外に21億ドルの賠償を要求することができると算定していた。韓国政府は「日本が韓国に21億ドル（当時）＋各種現物返還をおこなうこと」を内容とする対日賠償要求を連合国軍最高司令官総司令部に提出した。
日韓基本条約締結のための交渉の際にも同様の立場を継承したうえで、韓国側は対日戦勝国、つまり連合国の一員であるとの立場を主張し、日本に戦争賠償金を要求した。さらに1951年1月26日、李承晩大統領は「対日講和会議に対する韓国政府の方針」を発表し、サンフランシスコ講和会議参加への希望を表明した。
また、韓国は対日講和条約である日本国との平和条約（サンフランシスコ講和条約）の締結時も戦勝国（連合国）としての署名参加を米国務省に要求したが、アメリカ合衆国やイギリスによって拒否された。日本も「もし韓国が署名すれば、100万人の在日朝鮮人が連合国人として補償を受ける権利を取得することになる」として反対、アメリカも日本の見解を受け入れた。
1951年（昭和26年）7月9日、ジョン・フォスター・ダレス国務長官顧問は梁駐米韓国大使に対して「日本と戦争状態にあり、かつ1942年1月の連合国共同宣言の署名国である国のみが条約に署名するので、韓国政府は条約の署名国にはならない」と述べた。梁駐米韓国大使は「大韓民国臨時政府は、第二次世界大戦に先立つ何年も前から日本と戦争状態にあった」と反論した。アメリカは「朝鮮は大戦中は実質的に日本の一部として日本の軍事力に寄与した」ため、韓国を対日平和条約の署名国からはずした理由とした。
韓国側はこうしたアメリカ側の判断を受け入れがたいとみなし、韓国側は「韓国の参加を排除したことは非合理性が犯す非道さの極まり」と非難した。兪鎮午日韓会談代表は1951年（昭和26年）7月30日に発表した論文で「韓国を連合国から除外する今次の草案の態度自体からして不当だ。第二次世界大戦中に韓国人（朝鮮人）で構成された組織的兵力（抗日パルチザン）が中国領域で日本軍と交戦した事実は、韓国を連合国の中に置かねばならないという我々の主張の正当性を証明している」と主張した。
最終的に、1951年9月8日の日本国との平和条約調印式に韓国の参加は許可されなかった。
一方、参加リストから外された後も韓国はアメリカに使節団を派遣し、解放後の朝鮮における日本の公共・私有財産の没収について書かれた米軍政庁法令33号「朝鮮内にある日本人財産権取得に関する件」の効力を確認するなど、対日賠償請求の準備をすすめていた。
韓国の主張に対し日本側は、韓国併合の結果として朝鮮を国際法上合法的に領有、統治しており、朝鮮と交戦状態にはなかったため、韓国に対して戦争賠償金を支払う立場にないと反論し、逆に韓国独立に伴って遺棄せざるを得なかった在韓日本資産（GHQ調査で52.5億ドル、大蔵省調査で軍事資産を除き計53億ドル）の返還を請求する権利があると主張した。
しかし、1951年7月25日付け大韓民国駐日代表部政務部作成の「説明書」には、「大韓民国が日本に要求する賠償は、上記のような戦闘行為を直接原因とした点は至極少ない」とあり、また「韓国併合条約が無効であるとして、そこから発生した当時までの被害を一括して賠償というのも難しい」とされていた。

### アメリカ合衆国の仲介
日韓交渉の背後には1951年7月頃からアメリカ政府の主導があったことが知られており、当時の李承晩大統領が韓国を「戦勝国」としてサンフランシスコ講和条約に参加することを求めたものの、第二次世界大戦当時には既に朝鮮半島が日本の統治下にあり、日本と交戦する関係になかったために「戦勝国」として扱う根拠がないことからアメリカやイギリスをはじめとした連合国側から拒絶され、「当事国」になることができなかった。
1951年9月の日本国との平和条約調印後、サンフランシスコ講和会議に参加することが許可されなかった李大統領は、日本政府との直接対話を希望し、アメリカの斡旋で日韓は国交正常化交渉に向けて、1951年10月20日に予備会談を開始した。会談は東京の連合国軍最高司令官総司令部（GHQ）でシーボルド外交局長の立会いのもとに行われた。

## 日韓会談
1951年（昭和26年）10月20日の交渉から1965年（昭和40年）の日韓基本条約締結までの会談を日韓会談、日韓国交正常化交渉という。交渉では、日韓併合により消滅していた国家間の外交交渉の回復方式、「李承晩ライン」以降韓国が占拠を続けていた竹島（独島）を巡る漁業権の問題、戦後補償（賠償）の問題、日本在留の韓国人の在留資格問題や北朝鮮への帰国支援事業の問題、歴史認識問題、 文化財返還問題など多くの問題を含んでおり、独立運動家として日本を敵視し続けていた李大統領の対日姿勢もあり予備交渉の段階から紛糾した。しかし、最終的にはアメリカの希望もあり、冷戦下での安全保障のため合意にいたった。韓国は当時「戦場国家」であり、日本は「基地国家」であった。

### 会談直前

#### 予備会談
1952年（昭和27年）1月9日、日韓会談直前の予備会談で日本側から「日韓の雰囲気をよくするため」の文化財返還が提示された。

#### 李承晩ライン
李承晩は対話の前提として、まず日本の謝罪「過去の過ちに対する悔恨」を日本側が誠実に表明することが必要であり、そうすることで韓国の主張する請求権問題の解決にうつることができるとした。しかし、日本側は逆に日本も韓国に対して請求権を要求できると述べ、反発した韓国の李承晩政権は報復として日韓会談直前の1952年（昭和27年）1月18日に日本海に軍事境界線の李承晩ラインを宣言した。

### 第1次会談
第1次会談は1952年2月15日-4月25日に行われた。請求権問題、日韓併合条約（旧条約無効問題）、文化財返還などが議題となった。4月26日、事実上打きりとなった。
- 1952年2月20日の第1回請求権委員会で韓国の林松本代表は「日本からの解放国家である韓国と、日本との戦争で勝利を勝ち得た連合国は、類似した方法で、日本政府や日本国民の財産を取得できる」と述べ、日韓会談は日本側がこの主張を認めるか否かにかかっていると日本に警告し、韓国は連合国と同等の権利を持ち、朝鮮半島に残された日本財産没収の正当性を主張した[25]。韓国は、日本国との平和条約第14条の「日本国が、戦争中に生じさせた損害及び苦痛に対して、連合国に賠償を支払うべきこと」、また各連合国が日本の財産を差し押え、処分する権利を有することなどを請求権の根拠とし、自らを連合国の一員と位置づけることで日本から利益を得ようとしていた[25]。
- 1952年2月21日の第1回財産請求権委員会で韓国側が韓日財産及び請求権協定要綱で「韓国より運び来りたる古書籍、美術品、骨董品、その他国宝、地図原版及び地金と地銀を返還すること」と提示された。これについて韓国側は2月23日「不自然な方法、奪取のごとき、韓国民の意思に反して搬出された」と規定した[34][35]。
- 1952年3月5日の第4回基本関係委員会で韓国「大韓民国と日本国間の基本条約（案）」を提出したが、その第3条は「大韓民国と日本国は1910年8月22日以前に旧大韓帝国と日本国の間で締結されたすべての条約が無効であることを確認する」となっていた[25]。
- 1952年3月10日の第5回請求権委員会で日本側がインドは独立後もインド国内にあった英国の財産を認めたと述べたところ、韓国側は「太平洋戦争で日本が無条件降伏したことにより韓国が解放されたのだからインドと英国の関係とは違う」と述べ、イギリスとの合意の下に独立したインドと、日本の敗戦によって解放された韓国は違うし、韓国は日本と敵対した結果独立したと主張した[25]。
- 1952年3月12日の第5回基本関係委員会で日本側は、「日本と大韓帝国との間のすべての条約と協定はすでに消滅しているのだからこのような条項を挿入することは無意味である。」などとして削除を要請した[25][36]。韓国側は「1910年以前の条約は意思（民族の総意）に反して行われたものであるので遡って無効としなければならない」が、法理論上は問題があるとも認めていた[25]。日本は旧大韓帝国が国際法上の主体として消滅している以上、大韓民国は別個の国でcontinuityはなく、すでに消滅した条約の無効をいまさら問題とすることは意味がないと述べた[25]。これに対して韓国は大韓民国は「韓半島にはなくとも海外にあって、三一宣言にもあるごとく民族として継続している」と大韓民国は大韓帝国の継承国であることを主張した[25]。ただし、大韓帝国の消滅は1910年であり、上海での大韓民国臨時政府成立は1919年であり、両者の継続性はなく、また「1910年以前の条約が民族の総意に反した」という主張も事実に基づく主張ではなかった[25]。
- 1952年3月22日の第6回基本関係委員会で日本は「日本国と大韓民国との間の友好条約（案）」を提出した。その第1条「国際連合憲章の目的及び原則に、且つ、両国間の善隣関係に即応する方法によって」を韓国は削除を求めた[25]。また韓国側林松本代表は英国とインドの例について、韓日と英印は根本において差異があり、インドが英国の合意下に独立した大英帝国の一連邦であるという事実を忘れてはならず、韓国は日本への併合に合意していなかったと述べた[25]。
- 1952年3月26日の第7回基本関係委員会で日本は（これまでの）「条約や協定は現在は効力を有しない（at present ineffective）」と提案したが、韓国は「最初から無効（null and void from the beginning）」とすべきと主張した[25]。
- 1952年4月2日の第8回基本関係委員会では日本側は前文に「日本国と旧大韓帝国との間で締結されたすべての条約及び協定が日本国と大韓民国との関係において効力を有しない（ineffective）」としるされた[25]。日本の記録では「韓国側から第一条の一部につき留保を付したほか、全条文について意見の一致」をみたとある一方、韓国の記録『韓日会談略記』では「旧条約無効問題」について妥協できなかったとある[25]。ただし、韓国の記録は一部が不自然に削除されている[25]。
- 同日1952年4月2日の松本俊一と梁代表との非公式会談で、日本側が訂正案を出したところ韓国から異議は出されなかった[25]。
- 1952年4月16日 - 18日の松本俊一と梁代表との非公式会談で、韓国側は、日本が朝鮮半島に残した私有財産に対する請求権を放棄しない限り、審議はすすめられないと申し出た[25]。
- 1952年4月21日の松本俊一と金代表との非公式会談で、韓国側は基本条約前文について蒸し返し、「無効（null and void）」との記載を要求、日本側は「効力を有しない（ineffective）」が「最善である。この点は絶対に譲れない。」と反論、金代表は韓国政府内では「illegal（非合法、不法、違法）」に置きかえようとの強硬論もあったと抗弁した[25]。

### 第2次会談
第2次会談は1953年（昭和28年）4月15日 - 7月23日に行われた。しかし、第2次会談直前の日韓関係は険悪化し、1953年1月5日から7日までの非公式訪日のさいの吉田茂と李承晩の直接会談も非常に険悪なものであったとされる。
第2次会談では、韓国は韓国国宝などの目録を提示し、日本は調査中と答弁した。1953年4 - 7月の非公式会談で広田アジア局第２課長は日本渡来の経緯に種々あり、古く渡来したものもあれば正当な価格で購入したものもあるので、これを網羅的にとりあげることは困難と答弁した。会談は進捗せず、対立したまま自然休会した。
韓国軍による日本漁船銃撃と竹島上陸
また第2次会談と平行して、韓国が宣言した李承晩ラインの問題も深刻化し、会談直前の1953年2月4日には韓国海軍によって日本の民間の漁船が銃撃され、船長が死亡する第一大邦丸事件が発生した。また、第2次会談が開始直後の4月20日には韓国の民兵独島義勇守備隊が島根県の竹島に駐屯した。なお、1953年7月27日には朝鮮戦争が休戦した。

### 第3次会談
第3次会談は1953年10月6日 - 10月21日に行われた。日本側首席代表の外務省参与久保田貫一郎によれば、10月6日の第3次会談以前までは、原則的なことではなく、未払い給料、文化財、水産関係の事案などの事務的な交渉を行っていたが、第一大邦丸事件や韓国の民兵による竹島上陸などの実力行使を背景に、10月以降の会談では韓国側は既成事実の圧迫の前に全問題を一気に解決しようと図り、事務的なことから本質的な議題へと移ったところ、後に「久保田発言」として知られる10月15日会談での韓国併合などの歴史認識問題にいたった。
1953年10月13日の会談で久保田参与は、日本は戦争中、東南アジア諸国で掠奪や破壊をしその賠償をしようとしているが、韓国で掠奪や破壊をした事実がないので賠償することはない、万一あるなら賠償すると述べた。
会談は久保田発言をめぐって応酬、決裂した。
久保田発言
1953年10月15日の会談で、韓国側が、日本の在韓財産はアメリカが接収したのであり本来なら韓国は36年間の日本の支配下での愛国者の虐殺、韓国人の基本的人権の剥奪、食料の強制供出、労働力の搾取などへの賠償を請求する権利を持っていると述べたところ、久保田貫一郎が日本は植林し、鉄道を敷設し、水田を増やし、韓国人に多くの利益を与えたし、日本が進出しなければロシアか中国に占領されていただろうと反論し、また米国による日本人資産の接収は国際法に違反していないと考えるし、違反してたとしても米国への請求権は放棄したと回答した。この久保田の発言に対して、「植民地支配は韓国に害だけを与えたと考えている」韓国側からは、妄言として批判され、日韓会談は中断した。
久保田参与による説明（1953年10月27日参議院） や、韓国側の記録 によると会談は以下のような内容であった。
|                                        | 韓国の主張 | 久保田貫一郎参与の主張 |
| -------------------------------------- | --- | --- |
| 日本の請求権問題、在韓日本人財産の扱い | 請求権の問題について日本側の要求は認められない、日本側の請求権はなく、韓国側から日本に対する請求権の問題だけがある。 併合時代の韓国は奴隷状態の地域であり、そこに所在していた日本人財産は、元来権力的搾取によって不法に取得したものであるから、没収された。奴隷地域を解放させるという第二次世界大戦後の新しい高次的理想は、私的所有権尊重よりももっと高次的で、より強いもので、そうした理想を実現させるために没収されたのである。 | 私有財産の尊重という原則に基いた対韓請求権は放棄していない。また韓国にあった日本の私有財産が没収されていないという解釈ではアメリカ軍政府の措置は国際法に合致しているが、韓国のように日本の私有財産は没収されたという解釈では米国が国際法違反をやつたということになり、日本としてはそういう解釈はとりたくない。 連合国が中立国に所在する日本人財産まで没収したのは不当である。 |
| 朝鮮総督府の政治                       | 日本の請求権の要求は多分に政治的であり、もし日本がそのような政治的な要求をするのなら、韓国としては韓国併合36年間の賠償を要求。 | もし韓国併合36年間の賠償要求を出していれば、日本としては、総督政治のよかった面、例えば禿山が緑の山に変つた、鉄道の敷設、港湾の建設、米田が非常に殖えたことなどをあげて韓国側の要求と相殺したであろう。 |
| カイロ宣言問題                         | 朝鮮総督政治は警察政治で以て韓国民を圧迫搾取し、自然資源も枯渇せしめ、そうであればこそカイロ宣言に韓国の奴隷状態ということを連合国が明記した。 | カイロ宣言は、戦争中の興奮状態において連合国が書いたものであるから、現在は、今連合国が書いたとしたならば、あんな文句は使わなかつたであろう。 |
| 朝鮮(韓国）独立                        | 韓国側は、第二次世界大戦後の処理で国際法が変つて、被圧迫民族の朝鮮民族の独立と解放の原則が出て来たが、朝鮮の独立にしても講和条約を待たずに独立したが、これは国際法違反かと質問した。 | 韓国の独立はサンフランシスコ条約の効力発生時点だから、それ以前の独立は、たとえ連合国が認めていても、日本から見れば異例措置である（10月15日会談）。 韓国独立は国際法違反の問題ではなく、ある新しい国家が独立した場合、それを他の国が承認するかしないかの問題がある。講和条約以前に独立した韓国について国連はじめ多数の国家が承認した事実を日本は認定するものであるが、この承認を時期尚早とも見ないし、国際法違反とも思わない。日本はカイロ宣言に明示された韓国の独立方針を承認し降伏文書に署名したが、その後の日本は連合国に占領され完全主権国家ではなかったので韓国独立を自ら進んで承認できなかった。日本は平和条約発効時点で韓国独立を承認したが、連合国の承認日付と発効日付に間隔があったので、これが国際法上異例であるという発言であった（10月21日会談での説明。韓国側記録による） |
| 日本人の強制送還                       | 終戦のときに日本人が朝鮮から強制送還されたことは国際法違反かと質問した。 | 久保田参与は、それは占領軍の政策の問題であり、国際法違反であるともないとも言わないと答えた。 |

1953年10月20日の会談で金代表は、10月15日の会談で日本側は、次のように発言したと確認を求め、日本による朝鮮統治は強制的占領であったし、日本は貪慾と暴力で侵略し自然資源を破壊し、朝鮮人は奴隷状態になったと述べた。
- 韓国が講和条約の発効の前に独立したことは国際法違反である、と日本はいった。
- 日本人が終戦後朝鮮から裸で帰されたことが国際法違反である、と日本はいった。
- 請求権について米国と韓国が国際法違反をしている、と日本はいった。
- カイロ宣言の奴隷状態というものは興奮状態で書いたものである、と日本はいった。

久保田参与は、韓国独立は日本から見れば異例であったが国際法違反かという問題ではない、日本人送還も国際法違反であるともないとも言わなかった、米国側の軍政府も国際法違反を犯したことにはならない、カイロ宣言の効力は戦争中の興奮状態で書かれたものである。朝鮮統治は、悪い部面もあっただろうが、いい部面もあつたと答えた。金代表は「日本代表の発言は破壊的である」と発言した。
1953年10月21日の会談で韓国側は久保田発言を撤回し、悪かったと認めなければ会談の続行は不可能と述べた。久保田参与は、韓国は日本が非建設的であるというが、韓国は1952年の日韓会談直前に李承晩ライン宣言を強行したり、日本の漁船を拿捕し、雰囲気を悪化させたし、これは国際法違反であり、国際司法裁判所に提訴するのが原則であると述べ、国際会議で見解を発表するのは当然のことであるし、まるで暴言したかのように外国に宣伝することは妥当ではないし、撤回はしない、また発言が誤りであったとは考えないと答えた。韓国側は会談に今後出席できないが、これは完全に日本に責任があると述べ、会談は終了し、韓国は「久保田妄言」への報復として李承晩ラインを設定し、竹島を占領した。
10月27日の参議院で久保田参与は、韓国側は日本に対して「戦勝国」であると錯覚しており、また、「被圧迫民族の独立という新らしい国際法ができたから、それにすべてが従属される」ため、韓国は国際社会での寵児であるという認識があるが、いずれも「根拠がございません」と答弁している。また、久保田貫一郎外務省参与は1953年10月26日付の極秘公文書「日韓会談決裂善後対策」 で韓国について「思い上がった雲の上から降りて来ない限り解決はあり得ない」と記述し、韓国人の気質は「強き者には屈し、弱き者には横暴」であるとした上で、李承晩政権の打倒を開始するべきであるとの提言を残しており、この公文書の存在を2013年6月15日に報道した朝日新聞は久保田発言について日韓交渉を決裂させた原因とした。
1957年12月31日、久保田発言は藤山愛一郎外相と金裕澤大使との会談で撤回された。

### 第4次会談
第4次会談は1958年4月15日 - 1960年4月15日に行われた。
1958年4月16日、日本は東京国立博物館の106点の文化財を韓国に返還したが、韓国側は資料的価値の低いものと評価して、韓国には歓迎されなかった。1958年6月4日、日本は韓国側の気持に同情的であると述べたが、10月には全文化財の引渡は不可能とのべた。
四月革命以降の韓国
1960年4月19日に韓国で四月革命が発生。4月26日に李承晩は大統領を辞任した。
1960年8月に首相に就任した張勉は日韓正常化を掲げた。

### 第5次会談
第5次会談は1960年10月25日 - 1961年5月15日に行われた。ここでは専門家会議がはじめて実施され、韓国の不法に持ち去られたという主張と日本の反論が繰り返された。日本側が正当な手段で入手したと主張すると、韓国側は「正当な取引であるとしても、その取引自体が植民地内でなさえた威圧的な取引であった」と答えた。
1961年5月16日、韓国で朴正煕らが5・16軍事クーデターを起こし、日韓会談は中断した。韓国のクーデター直後、池田ケネディ日米首脳会談では民政移管を条件として韓国軍事政権の支持が合意された。

### 第6次会談

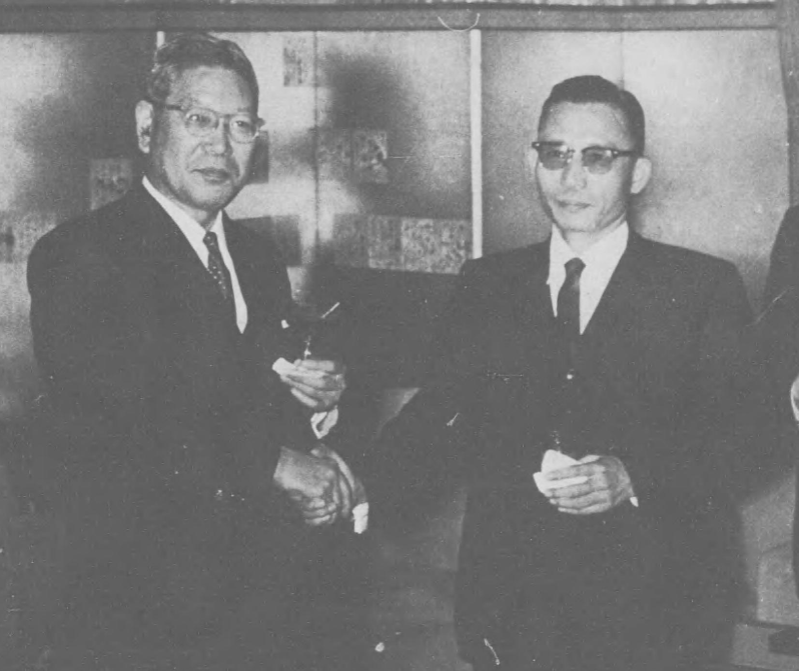
1961年11月11日、朴正煕は訪日した。同日、首相官邸で歓迎パーティが開かれた。池田勇人首相と朴正熙。

第6次会談は1961年10月20日 - 1964年12月2日に行われた。
1961年10月20日、日本側首席代表の杉道助と韓国側の首席代表が日本の外務省で会談した。
同年11月11日、国家再建最高会議議長の朴正煕は訪日し、翌12日に池田勇人首相と会談した。朴は請求権問題は賠償的性格でなく法的根拠を持つものに限ると述べ、池田も、法的根拠が確実なものに対しては請求権として支払い、それ以外は無償援助、長期低利の借款援助を示唆し、経済協力方式による解決が提示された。しかしこれが報道されると、韓国内で朴政権が妥協したと批判されたため、朴政権は請求権問題と「経済協力」は別々の問題であると説明した。
この日韓首脳会談が契機となり、歴史認識問題や竹島（独島）の帰属問題は「解決せざるをもって、解決したとみなす」で知られる丁・河野密約により棚上げとなり、条約の締結に至った。
1962年3月の会談にあたっての韓国内部文書では、請求金額について無償援助は最低2億6000万ドル、債権4600万ドルは日本が放棄することを前提に、交渉では始め8億ドル、次いで6億ドルを順次提示、5億ドル、最悪4億ドルでの妥結も可能だが、最低2億6000万ドル以上は絶対に無償援助によるもので、最大限の努力を尽くすこととあった。
大平-金外相会談

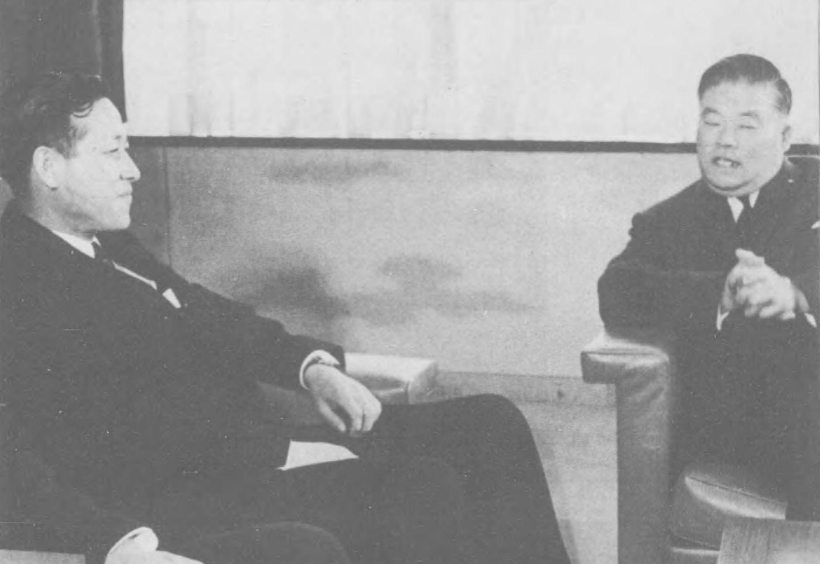
KCIA長官の金鍾泌と大平正芳外務大臣（1962年）

1962年10月21日、大平正芳外務大臣と金鍾泌大韓民国中央情報部（KCIA、現大韓民国国家情報院）部長の第1回目の会談が開かれた。会談で韓国側は妥協金額を6億ドル、日本は1.5億ドルを提示し、アメリカの仲介で3 - 3.5億ドルに収まっていった。
大平は3億ドル、年2500万ドルで12年の支払いとのべ、この年2500万ドルについては、日本がフィリピン、インドネシア、ベトナム、タイ、ビルマ、台湾に7600万ドルを毎年賠償として支払ってきたがこのなかで最多の額がフィリピンで2500万ドルと説明した。金KCIA部長は、フィリピンが2500万ドルといってもそれに従う必要があるのか、フィリピンの場合と韓国の場合は異なるとのべ、また12年はあまりに長いとのべた。大平外相は、国会や国民に合理的に納得してもらうために独立祝賀金といった名目などの理由を加えたり、請求権についてもなぜ韓国にあげなけれなばならないのかという国民の声もあり、6億ドルは到底ありえないと答えた。
同年10月22日、池田首相と金鍾泌が会談。池田は法的根拠に基づいた純弁済額はいくら厚く計算しても7000万ドルであり、相当な考慮によって1.5億ドル、またはそれ以上を提示した。
同年11月12日、大平と金鍾泌の第2回目の会談が開かれた。ここで「無償3億ドル、有償2億ドル、民間借款1億ドル以上」という条件が提示され、大平が40分ほど考えた末合意し、合意内容をメモし、金鍾泌に渡した。このメモは「金・大平メモ」（김・오히라 메모）とよばれる。
また韓国側は、韓国の軍事力が日本の国防に貢献しているため負担金を要求、日本は「韓国の防衛力は韓国自体を守るために存在している」のであり、もし日本を守るために存在するなら韓国国民のプライドが許さないはずだと反論した。
1963年には韓国国内政治の混乱があったが、朴正煕が大統領に当選すると、李承晩ライン撤廃に向けての漁業協定に問題が集約していった。

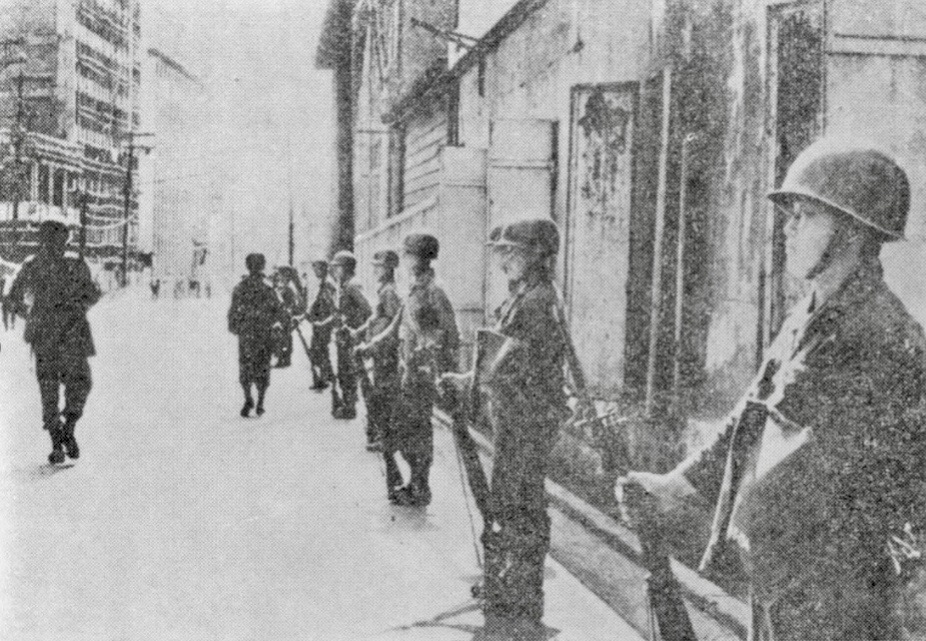
1964年6月3日、朴政権は日韓会談反対デモの激化を理由に非常戒厳令を宣布した。

1964年6月2日、日韓会談に反対する高麗大学校、ソウル大学校の学生約2000人がそれぞれの校内で朴正熙政権糾弾大会を開いた。翌6月3日、国会議事堂前の太平路通りは、市内17大学、1万5千人の学生で埋め尽くされた（6.3抗争）。同日20時、政府はデモ激化を理由として、非常戒厳令を宣布し、両国間の交渉は凍結された。のちに大統領となる李明博もこの時逮捕され、懲役刑を受けた。7月28日、国会は超党派で解除要求を決議し、非常戒厳令は同月29日0時をもって解除された。
これ以降、進展しない日韓交渉に苛立ったアメリカはベトナム戦争の激化もあり、露骨に介入するようになっていった。

### 第7次会談
第7次会談は1964年12月3日 - 1965年6月22日に行われた。
1964年12月14日、日本側首席代表の杉道助が死去。
1965年1月7日、杉の後任に、三菱電機会長の高杉晋一が就任。この日、高杉は外務省記者クラブにおいて「日本は朝鮮を支配したが、いいことをしようとした」「創氏改名もいいこと」「搾取とか圧迫とかいうものでない」などと発言した。日韓会談の停滞・破談を恐れた韓国側の要請で、当該発言はオフレコ扱いとされたが、同月10日に『赤旗』が、同月19日に韓国の『東亜日報』が高杉発言を暴露した。
同年2月17日、椎名外相が韓国を訪問。2月20日、日韓基本条約に仮調印し、帰国した。4月3日、日韓会談で、漁業、請求権、在日韓国人の法的地位の合意事項に仮調印した。
同年6月22日、日韓基本条約の調印式が日本の首相公邸で行われた。また、文化財及び文化協力に関する日本国と大韓民国との間の協定が締結された。漁業、請求権、在日韓国人の法的地位の協定も締結された。

### 日韓会談での争点

#### 旧条約無効問題
本条約は締結されたとは言え、これ以前に締約された日韓併合条約や協定に対する「もはや無効であることが確認される」という条文に対して日韓両国の解釈が異なるなど、歴史認識論議が絶えない。
韓国側は、本条約の締結により「過去の条約や協定は、（当時から）既に無効であることが確認される」という解釈をしているのに対し、日本側は本条約の締結により「過去の条約や協定は、（現時点から）無効になると確認される」という解釈をしている。これは、特に韓国併合に対して、韓国側は「そもそも日韓併合条約は無効であった」という立場であるのに対し、日本側は「併合自体は合法的な手続きによって行われ、併合に関する条約は有効であった（よって、本条約を持って無効化された）」という立場をとるという意味である。これは、韓国側が主張した "null and void" （無効）に already を加えて "already null and void" （もはや無効）とし、双方の歴史認識からの解釈を可能にしたもので、事実上問題の先送りであった。
藤井賢二はこうした旧条約無効の主張は、感情的で歴史的事実とは乖離したものであり、韓国が自らを連合国（戦勝国）として位置づけようとしたことと密接な関係があると述べている。韓国側公開文書「1950年10月 対日講和条約に関する基本態度とその法的根拠 対日講和調査委員会」に添付された駐日韓国代表部政務部による1951年10月25日付の説明文には、「韓国が対日平和条約に署名できなかったのは、韓国が対日戦争に参加しなかったという事実に起因すると言えるが、韓日合併条約無効論の立論が不十分であったためでもあると記されており、旧条約無効の主張は韓国が自らを連合国として位置づけるためにも妥協は許されなかった」と藤井は指摘している。

#### 文化財の返還問題
朝鮮半島から流出した文化財の返還問題については付随協定として「文化財及び文化協力に関する日本国と大韓民国との間の協定」を結んだ。これにより日韓間における文化財の返還問題に関しては法的に最終的に決着した。
日本は「正式の手続きにより購入したかあるいは寄贈を受けたか、要するに正当な手続きを経て入手したもので、返還する国際法の義務はない」との立場 をとっていたが、およそ1321点の文化財を韓国側へ引き渡した。椎名悦三郎外相は「返還する義務は毛頭ないが、韓国の文化問題に関して誠意をもって協力するということで引き渡した」と説明した。当初、韓国側は「返還」、日本側は「贈与」という表現を用いるよう主張し、最終的に「引渡し」という表現で合意した。

#### 個人への補償
韓国が日韓交渉中に主張した対日債権（韓国人となった朝鮮人の日本軍人軍属、官吏の未払い給与、恩給、その他接収財産など）に対して日本政府は、「韓国側からの徴用者名簿等の資料提出を条件に個別償還を行う」と提案したが、韓国政府は「個人への補償は韓国政府が行うので日本は韓国政府へ一括して支払って欲しい」とし、現金合計21億ドルと各種現物返還を請求した。次の日韓交渉で日本は韓国政府へ一括支払いは承諾したが21億ドルと各種現物返還は拒否し、その後、請求額に関しては韓国が妥協して、日本は「独立祝賀金」と「発展途上国支援」として無償3億ドル、有償2億ドル、民間借款3億ドルの総額8億ドルの供与及び融資を10年かけて分割して行うこととなった。
これら供与及び融資はいずれもいわゆるヒモ付きで、認められた開発プロジェクトについて日本企業に直接支払われる形で、自国の経済基盤整備の為に使用された。日本に対して債権を有する個々人には韓国政府が一部を補償するにとどまり、現在この点を批判する運動が韓国で起きている。また、交渉過程で、日本が朝鮮を統治している時代に朝鮮半島に残した53億ドル分の資産は、朝鮮半島を占領した米ソによってすでに接収されていることが判明して おり、この返還についても難しい問題点のひとつであった。すなわちサンフランシスコ講和条約で日本は本来これらに対する請求権を放棄しているはずではあるものの、これら日本人の個人資産や国有資産との精算も交渉過程では何かしら考慮されて然るべきとの主張も日本側にはあった。しかし、最終的に日本はこれらの請求権を放棄した。

#### 日本の対韓請求権
日本の対韓請求権に関しては、韓国が米国に照会して日本の対韓請求権は存在しないことが確認されている。1945年12月の米軍政法令第33条帰属財産管理法によって、米軍政府管轄地域における全ての日本の国有・私有財産を米軍政府に帰属させることが決定された。また日本国との平和条約第二条 (a) には「日本国は、朝鮮の独立を承認して、済洲島、巨文島及び鬱陵島を含む朝鮮に対するすべての権利、権原及び請求権を放棄する」とある。

#### 強制徴用・強制連行問題
韓国政府は交渉の過程で「強制徴用、徴兵被害者など多大な被害を受けた」として日本政府に対し資料の開示と賠償を要求したが、日本政府は「韓国政府に証明義務がある」と主張した。韓国政府は関連資料をすべて日本側のみが持っていると主張した上で強制徴用、徴兵被害者などの被害者数を「103万人余」とした。なおこの数値については、当時交渉に参加した鄭一永元外務次官が2005年1月20日「証拠能力のない」「適当に算出」したものだと証言した。2009年、韓国政府は約12万人の強制動員が確認されたと発表した。

## 条約の内容
条約は7条からなる。
- 第2条では、両国は日韓併合条約（1910年8月22日調印）やそれ以前に朝鮮、大韓帝国との間で結んだすべての条約や協定は「もはや無効」であることを確認した。
- 第3条では、大韓民国政府が「朝鮮にある唯一の合法的な政府」であると確認された。

条約は日本語と韓国語、英語で二部ずつが作られ、それぞれ両国に保管されている。
この条約と付随協約によって国交正常化した結果、日本は韓国に対して約11億ドルの経済援助を行った。政府開発援助（ODA）もその一環である。

### 付随協約
日韓基本条約締結に伴い、以下の協定及び交換公文形式の約定が結ばれた。
- 財産及び請求権に関する問題の解決並びに経済協力に関する日本国と大韓民国との間の協定（日韓請求権並びに経済協力協定）
- 日本国に居住する大韓民国国民の法的地位及び待遇に関する日本国と大韓民国との間の協定（在日韓国人の法的地位協定）
- 日本国と大韓民国との間の漁業に関する協定（日韓漁業協定）
- 文化財及び文化協力に関する日本国と大韓民国との間の協定
- 日本国と大韓民国との間の紛争の解決に関する交換公文

#### 財産及び請求権に関する協定
最終的に両国は、協定の題名を「財産及び請求権に関する問題の解決並びに経済協力に関する日本国と大韓民国との間の協定」とした。この協定において日本は韓国に対し、朝鮮に投資した資本及び日本人の個別財産の全てを放棄するとともに、約11億ドルの無償資金と借款を援助すること、韓国は対日請求権を放棄することに合意した。
以下、財産及び請求権に関する問題の解決並びに経済協力に関する日本国と大韓民国との間の協定の第二条 両国は請求権問題の完全かつ最終的な解決を認めるより引用する

### 「経済協力金」とその使途
財産及び請求権に関する問題の解決並びに経済協力に関する日本国と大韓民国との間の協定によって日本は韓国に次のような供与及び融資をおこなった。
- 3億ドル相当の日本国の生産物及び日本人の役務 無償（1965年）（当時1ドル＝約360円）
- 2億ドル相当の日本国の生産物及び日本人の役務 有償（1965年）
- 3億ドル以上 民間借款（1965年）

これらは10年間にわたって分割されて行われるものとされた。なお、当時の韓国の国家予算は年間3.5億ドル（約1200億円）、日本の国家予算は一般会計だけでも年間3.7兆円程度であった。また、交渉妥結以前から賠償金支払を嫌う右派政治家向けに、あくまで賠償とは別の一般的な経済援助（韓国は右派政治家にとっては事実上、反共の防波堤となっていた）との説明で支援が行われていたこと、本項目の請求支払終了後も一般の経済協力支援があり、その総額は計約11億ドルにも上るものであったともいう。
また、用途に関し「大韓民国の経済の発展に役立つものでなければならない」と定められてあった。
韓国政府からは日本との交渉過程では補償金を受けとった後に韓国政府が個別支給することも案としては出ていたが、これらは全額が産業開発プロジェクトに使われることになり、また、韓国政府は金額をいったん政府が全額で受け取ることを希望していたが、日韓合同で作られた委員会が認めたプロジェクトについて、受注した日本企業に日本側から直接支払われることとなり、韓国のインフラ整備に使われることとなった。1971年の対日民間請求権申告に関する法律及び1972年の対日民間請求権補償に関する法律（1982年廃止）によって、軍人・軍属・労務者として召集、徴集された者の遺族に、個人補償金は韓国政府自身の予算から充てられた。しかし戦時徴兵補償金は死亡者一人あたりわずか30万ウォン（約2.24万円）であり、個人補償の総額も約91億8000万ウォン（当時約58億円）と、無償協力金3億ドル（当時約1080億円）の5.4%に過ぎなかった。韓国政府は上記以外の資金の大部分は道路やダム・工場の建設などインフラの整備や企業への投資に使用し、そのため「漢江の奇跡」と呼ばれる経済発展を起こす一助となった。

### 「個別支給」と韓国経済発展
韓国政府が日本から受け取った金を日本政府の提案した個別支給を交渉で断って、使ったのだから補償金を支払えとの一部の韓国国内の要求に対して、2017年に請求権協定に深く関わった金鍾泌元首相は文書で、「1961年に新政府が発足したが、国庫が空っぽであり、国家安保や経済再建という国家財源確保のためには韓日会談の再開による日本の請求権資金しかなかった」と韓国は当時は世界の最貧困国だった事実を示した。さらに「請求権資金を元手に韓国は経済大国に発展し、恩恵を受けた企業は巨大な財閥級に成長した」と日本との国交と提供資金がどれだけ韓国の発展に必要だったのかを説明している。さらに誠意のある対策と支援を恩恵を受けた企業と韓国政府がする必要性に共感するとの考えを明かした。日本の裁判所も、請求権協定により韓国政府が個人への支払いの責任を取るべきだと結論付けているものもある。

## 反対運動

### 韓国での反対運動

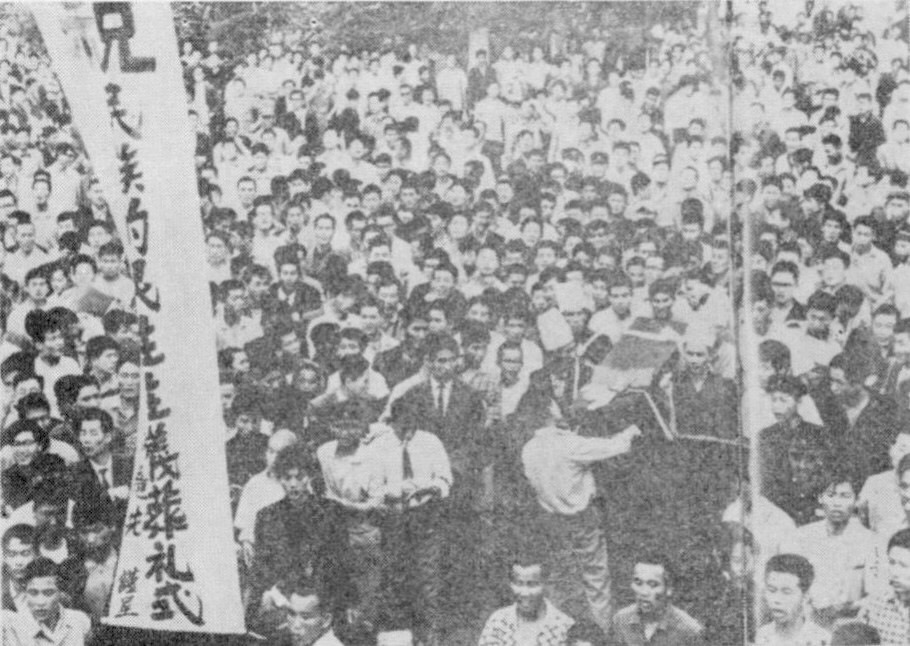
1964年5月20日にソウル大学校文理科大学で行われた「民族的民主主義葬礼式」

1964年3月24日、日韓会談に反対するデモがソウルで行われた。反対運動はこれを契機に韓国全域に広がっていった。
同年5月20日、学生らはソウル大学校文理科大学にて「民族的民主主義葬礼式」を開いた。金芝河が書いた弔辞を同大学政治科の宋哲元が朗読した。6月3日、国会議事堂前の太平路通りは、市内17大学、1万5千人の学生で埋め尽くされた。同日20時、政府はデモ激化を理由として、非常戒厳令を宣布した（6.3抗争）。6月、金芝河は運動を指導したとして逮捕された。非常戒厳令は7月29日0時をもって解除された。
1965年8月14日、韓国国会で与党は条約批准の同意案を強行採決した。
同年8月20日以降、学生を中心にしたデモが再開，1万人規模のデモが連日行われ，26日は4万人以上のデモにまで膨れあがった。
韓国側の反対運動は特に歴史認識、請求権、李承晩ライン破棄等に対する反発であり、韓国側は従来の主張を大幅に譲歩させた。これに対して「売国奴」「豊臣秀吉の朝鮮出兵以来の日帝侵略の償いをはした金で許すのか」「屈辱的譲歩」というものが大勢であった。また、当時の朴政権は軍事独裁政権であり、この種の開発独裁に関する不正蓄財やODAに関するまつわる不正蓄財に日本側の資産が流用されると言った韓国国内の政治事情にからむ反対意見や日本資産の直接流入による貿易赤字や失業率の増大低賃金労働の固定化等経済的事情を主張する意見もあった。

### 日本での反対運動

日韓基本条約批准阻止を訴え日本で行われた統一デモ。1965年撮影。

日本での反対運動は日本社会党、日本共産党、学生運動家などによって展開された。
1965年9月12日、東京の晴海で、日韓基本条約批准阻止、ベトナム侵略反対などを掲げた10万人中央集会が行われた。
同年10月25日、衆議院日韓特別委員会は審議を開始した。10月27日、民社党書記西村栄一は日韓条約批准に賛成と言明し、党内が混乱し、11月5日、民社党議員総会は日韓条約賛成を決定した。11月6日、自民党は、衆議院日韓特別委員会で強行採決した。野党各党は無効を主張した。
ここに至り、社会党と共産党は共闘を決め、11月9日、両党共催の日韓条約粉砕統一集会を41都道府県329か所で開催した。11月13日には第2次統一行動を行った。
同年11月9日、衆議院本会議は議長職権で開会、自社両党の動議の応酬で11月11日まで徹夜国会。11月12日未明、議長発議（前例なし）で日韓条約案件を議題とし、同条約を可決した。11月13日、参議院本会議は議長職権で開会、自民・民社両党で日韓特別委員会の設置を強行した。11月22日、委員長職権で、特別委員会で審議を開始。12月4日、自民党は、参議院日韓特別委員会で強行採決。12月11日、参議院本会議は自民・民社両党のみで可決、日韓基本条約などが成立した。結局、衆参両院の日韓特別委員会に於いて与党の自民党がこの条約の委員会採決を強行。本会議でも自民党と民社党のみが出席（他党は審議拒否）して条約の承認を可決した。

## 北朝鮮の立場
北朝鮮は '日本・南朝鮮「協定」' とよび、日本からの「強盗さながらの要求」によってむすばれた無効なものであると主張する。
北朝鮮政府は「日本はまだ北朝鮮に対して、戦後賠償や謝罪をしていない」と、北朝鮮による日本人拉致問題の解決の交渉の上で再三述べ、日朝国交正常化と日本の北朝鮮に対する戦後賠償と謝罪が何より先決だと主張している。
日韓両国は日韓基本条約第三条にて韓国政府の法的地位を「国際連合総会決議第百九十五号（III）に明らかに示されているとおりの」として朝鮮にある唯一の合法的な政府とすることで合意した。この国連決議は韓国の単独選挙を行うことに関する決議であるが、韓国の単独選挙は米軍政府管轄区域（38度線以南）のみで行われ、ソ連軍政府管轄区域である38度線以北は除外された。
日本は現在、このような解釈をもとに、北朝鮮による日本人拉致問題の解決と日本の北朝鮮に対する国交正常化後の経済協力を包括した日朝国交正常化交渉を行っている。

## 条約締結後の対日請求
日韓請求権並びに経済協力協定によって韓国の日本に対する一切の財産及び請求権問題に対する外交的保護権は放棄されているが、その後も韓国議会、司法、韓国民による対日請求が出されており、日本側の主張と対立が生じている。徴用工訴訟問題、慰安婦問題、サハリン残留韓国人、韓国人原爆被害者の問題、日本に略奪されたと主張される文化財の返還問題などが争点となっている。

### 個人請求権に関する日本政府答弁と誤解
日本国内においては、財産、権利及び利益については外交的保護権のみならず実体的にその権利も消滅しているが、請求権については、外交的保護権の放棄ということにとどまっている。1991年8月27日、柳井俊二条約局長として参議院予算委員会で、「（日韓請求権並びに経済協力協定は）いわゆる個人の請求権そのものを国内法的な意味で消滅させたというものではない。日韓両国間で政府としてこれを外交保護権の行使として取り上げることができないという意味だ」と答弁した。これが韓国国民に誤解されて以降、韓国より個人請求権を根拠にした訴訟が相次ぐようになった。しかし、これは韓国国民の請求権は確かに残っているが、それは日本への請求権ではなく、お金を直接渡さないことを希望して資金を受けた韓国政府に対する請求権は残っているという原則的な答弁であり、2009年にようやく韓国政府がこの事実を認める表明を韓国国民へした。
1993年5月26日の衆議院予算委員会 丹波實外務省条約局長答弁

### 盧武鉉政権以降の再請求（2005年）から韓国政府による条約にて既に解決済みと認める表明（2009年）

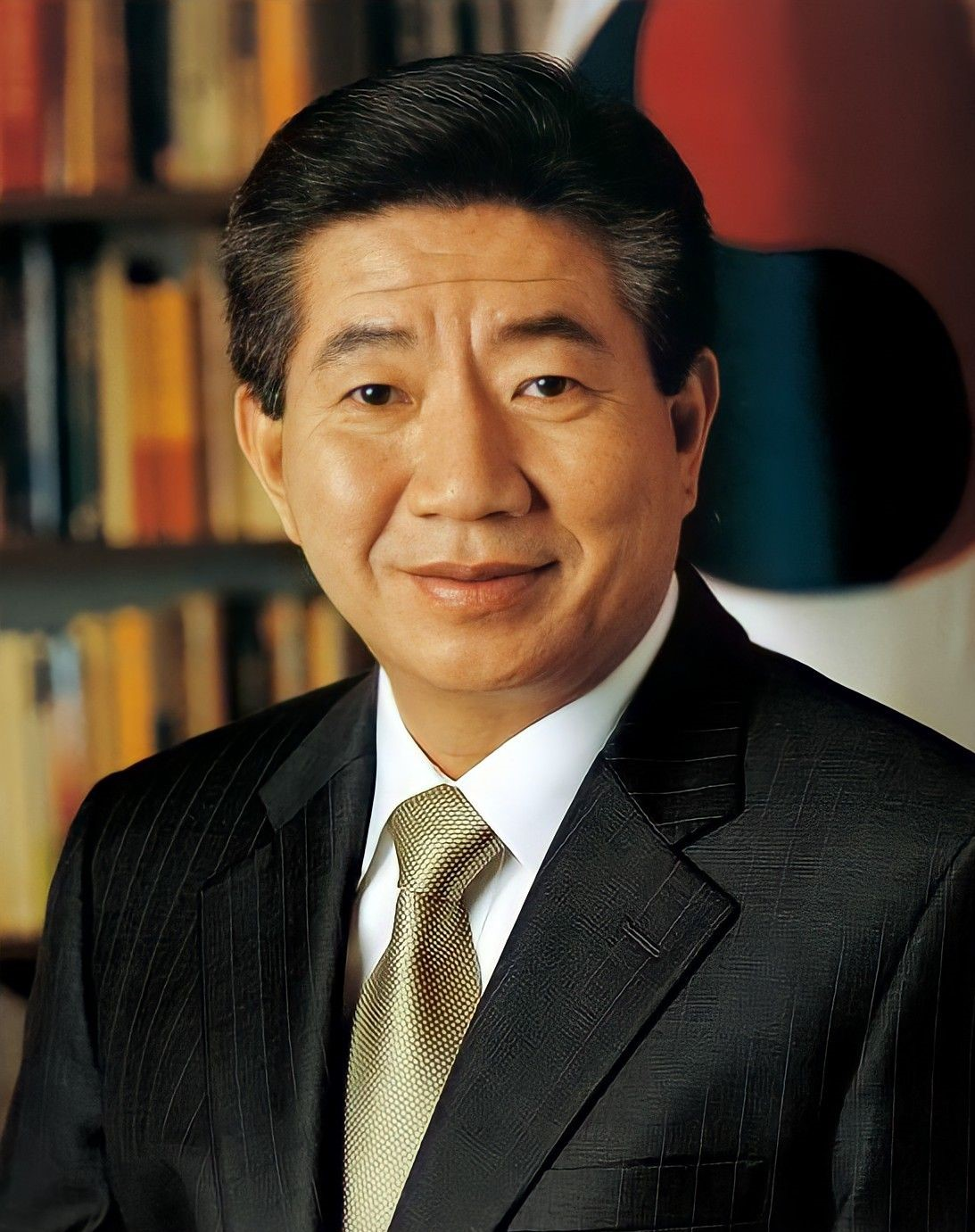
日本国に対して新たな賠償請求を主張しだした盧武鉉大統領

韓国政府や韓国メディアはこの協定による賠償請求権の解決について1965年当時からも韓国国民に積極的に周知を行うことはなく、民間レベルでも日本政府への新たな補償を求める訴えや抗議活動がなされ続けていた。賠償請求の完全解決は、韓国側議事録でも確認されており、日本政府もこの協定により日韓間の請求権問題が解決したとしているが、韓国政府は2005年の盧武鉉政権以降から、慰安婦、サハリン残留韓国人、韓国人原爆被害者の問題は対象外だったと主張をはじめた（#韓国政府における議事録の公開参照）。また2005年4月21日、韓国の与野党議員27人が、日韓基本条約が屈辱的であるとして破棄し、同時に日本統治下に被害を受けた個人への賠償などを義務付ける内容の新しい条約を改めて締結するように求める決議案を韓国国会に提出した。とともに、日韓両政府が日韓基本条約締結の過程を外交文書ですべて明らかにした上で韓国政府が日本に謝罪させるよう要求した。
2009年8月14日、ソウル行政裁判所による情報公開によって韓国人の個別補償は日本政府ではなく韓国政府に求めなければならないことがようやく韓国国民にも明らかにされてから、日本への徴用被害者の未払い賃金請求は困難であるとして、韓国政府が正式に表明するに至った。補償問題は1965年の日韓国交正常化の際に日本政府から受け取った「対日請求権資金」ですべて終わっているという立場を、改めて韓国政府が確認したもので、いわゆる慰安婦等の今後補償や賠償の請求は、韓国政府への要求となることを韓国政府が国際社会に対して示した。

### 韓国大法院、日本企業の徴用者に対する賠償責任を認める（2012年）
韓国大法院は2012年5月23日、日韓併合時の日本企業による徴用者の賠償請求を初めて認めた。元徴用工8人が三菱重工業と新日本製鉄を相手に起こした損害賠償請求訴訟の上告審で、原告敗訴判決の原審を破棄し、原告勝訴の趣旨で事案をそれぞれ釜山高法とソウル高法に差し戻した。韓国大法院は「1965年に締結された日韓請求権協定は日本の植民支配の賠償を請求するための交渉ではないため、日帝が犯した反人道的不法行為に対する個人の損害賠償請求権は依然として有効」とし、「消滅時効が過ぎて賠償責任はないという被告の主張は信義誠実の原則に反して認められない」と主張した。また、元徴用工が日本で起こした同趣の訴訟で敗訴確定判決が出たことに対しても、「日本の裁判所の判決は植民地支配が合法的だという認識を前提としたもので、強制動員自体を不法と見なす大韓民国憲法の核心的価値と正面から衝突するため、その効力を承認することはできない」と主張した 。
以降、韓国の下級裁判所では元徴用工と元徴用工の遺族が日本企業3社（新日鉄住金、三菱重工業、不二越）に損害賠償を求める裁判を相次いで起こしている。2015年12月24日現在、確認されただけで係争中の裁判が13件あり、このうち5件で日本企業側に損害賠償を命じる判決が出ており、3件が韓国大法院の判断を待つ状態になっている。
2016年8月23日、ソウル中央地方裁判所は新日鉄住金に対し、元徴用工遺族らに計約1億ウォン（約890万円)の支払いを命じる判決を出した。
2016年8月25日、ソウル中央地方裁判所は三菱重工業に対し、元徴用工遺族ら64人に被害者1人あたり9000万ウォン（約800万円）ずつ賠償するよう命じる判決を出した。
2016年11月23日、ソウル中央地方裁判所は不二越に対し、元女子勤労挺身隊の5人に1人あたり1億ウォン（約950万円）の支払いを命じる判決を出した。
日本政府は元徴用工らが賠償を求めた訴訟で日本企業に相次いで賠償命令が出たことを受け、韓国大法院で敗訴が確定した場合、国際司法裁判所（ICJ）に提訴する方向で検討に入ったと2013年8月30日の産経新聞が報じた。2013年11月8日にソウルで行われた日韓外務次官級協議では、日本の外務審議官の杉山晋輔が韓国の外務第1次官である金奎顕（キム・ギュヒョン）に対し、元徴用工訴訟問題で韓国大法院で日本企業の敗訴が確定した場合、日韓請求権協定に基づき韓国側に協議を求める方針を伝えた。また韓国側が協議に応じなかったり、協議が不調に終わった場合は国際司法裁判所への提訴のほか、第三国の仲裁委員を入れた処理を検討すると表明した。

### 韓国憲法裁判所、「日韓請求権協定は違憲」の訴えを却下（2015年）
韓国憲法裁判所は2015年12月23日、1965年に締結された日韓請求権協定は違憲だとする元徴用工の遺族の訴えを審判の要件を満たしていないとして却下した。原告である元徴用工の遺族は、韓国政府による元徴用工への支援金支給の金額の算定方法や対象範囲を不服として、支給を定めた韓国の国内法と日韓請求権協定が財産権などを侵害しているとし、韓国の憲法に違反していると告訴していた。韓国憲法裁判所の決定は国内法の不備を認めず、支援金支給に関して日韓請求権協定が「適用される法律条項だとみるのは難しい」とした。また日韓請求権協定が仮に違憲であっても原告の請求には影響しないとし、審判の要件を満たしていないと却下した。

### 日本政府側の対応
日本は請求権協定により「完全かつ最終的な解決」をみたとの立場をとり続けている。
岸田文雄は、外務大臣在任中の2013年5月22日の衆院外務委員会で、旧日本軍慰安婦への補償について、日韓国交正常化時の請求権協定により「解決されたと確認されている。紛争は存在しない」と述べた。協定の解釈や実施をめぐる「紛争」は外交的に解決するよう3条で定めるが、補償問題は対象外との日本政府の立場を明らかにした。

### 個人請求権に関する日本政府の主張に対する異論

#### 慰安婦国連報告
1996年1月から2月にかけて国連人権委員会に報告されたクマラスワミ報告では、本条約に言及したうえで個人請求権に関する日本政府の主張に対して以下の通り反論している。
日本政府はこのクマラスワミ報告に対する再反論を行っている。

#### 日本の市民団体による請求権未解決説
日本の団体強制動員真相究明ネットワークは、当時の日本政府内で「完全かつ最終的に解決された」ことは曖昧なままで請求権は未解決であったことが認識されていたと大蔵省の内部資料などで明らかになったと主張している。また、日韓会談文書・全面公開を求める会は文書の全面公開を要求している。

## 韓国政府における議事録の公開
2005年1月17日、韓国において、韓国側の基本条約、及び、付随協約の議事録の一部が公開された。韓国政府は、公表と同時に、「政府や旧日本軍が関与した反人道的不法行為は、請求権協定で解決されたとみられず、日本の法的責任が残っている」との声明を発表した。韓国側の議事録が公開されると、日本と韓国間の個人賠償請求について当該諸条約の本文に「完全かつ最終的に解決した」と「1945年8月15日以前に生じたいかなる請求権も主張もすることができないものとする。」の文言が明記されている事が韓国国内に広く知られるようになった。また、韓国では2005年8月26日に追加公開を行った。公開前に、国益に著しく反すると判断されるごく一部については非公開とされた。公開における文書の分量は、156冊で、3万5354ページである。韓国側の議事録が明らかになったことで、日韓交渉時における韓国政府の交渉に不満を持つ一部の韓国国民は、再交渉して条文の補填を要求している。韓国のインターネットで東北亜歴史財団、東亜日報などが公開し、日本語の部分訳もある。
日本政府は、（議事録、メモなどの日韓会談に関する文書の公開は）日朝交渉への影響を及ぼすとして、公開しておらず、韓国政府に対しても非公開を随時要請していた。韓国側の文書公開に対しても、町村信孝外相（当時）は、特段のコメントをする必要はないと述べた。